# Kållandsö
Kållandsö est une île du lac Vänern en Suède.

## Géographie
C'est la deuxième plus grande île du lac Vänern après Torsö. Elle fait partie de la municipalité de Lidköping.

## Galerie

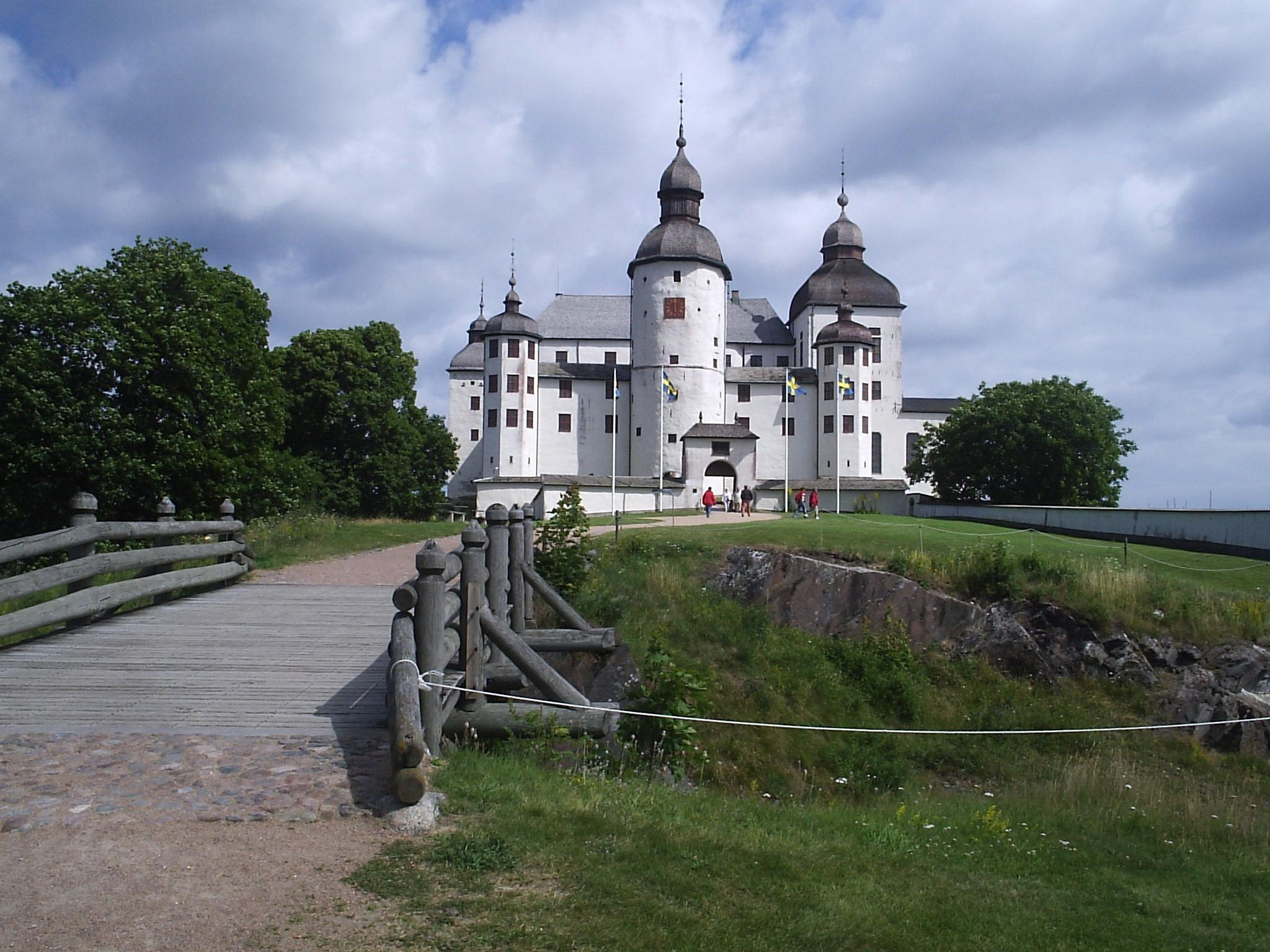
Château de Läckö sur l'île Kållandsö.
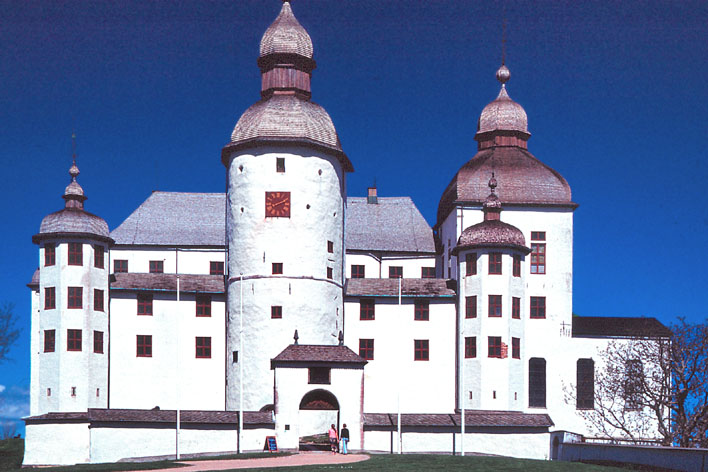
Vue complète du château.
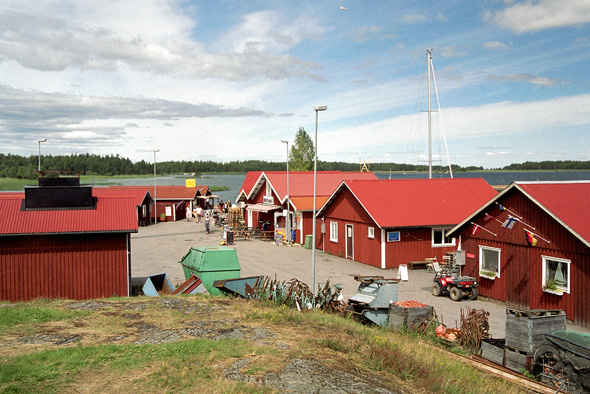
Établissement de pêche à Kållandsö.